# Jen Sorensen
Jen Sorensen née en 1974 à Lancaster en Pennsylvanie est une dessinatrice de comics.

## Biographie
Jen Sorensen naît en 1974 à Lancaster en Pennsylvanie. Après avoir étudié l'anthropologie à l'université de Virginie, elle crée le comic strip Slowpoke qui est publié dans plusieurs magazines alternatifs. Pour ce travail, elle est nommée deux fois au prix Friends of Lulu Kimberly Yale Award pour le meilleur nouveau talent. Elle reçoit un prix Xeric en 2000, ce qui lui permet d'éditer Slowpoke: Cafe Pompous. En plus de ce comic strip, Jen Sorensen a publié des récits dans plusieurs revues ou anthologies comme The Big Book of the '70s, Action Girl Comics, Empty Love Stories. En 2014, elle est responsable éditoriale pour le groupe Fusion de sa branche Comics. Elle travaille aussi comme web designer pour l'université de Virginie.

## Œuvres
- Slowpoke: America Gone Bonkers
- Slowpoke Comix #1
- Slowpoke: Cafe Pompous
- Slowpoke: One Nation, Oh My God!

## Récompenses
- 2000 : prix Xeric[3]
- 2013 : prix Robert F. Kennedy du journalisme[4]
- 2014 : prix Herblock (finaliste en 2012)[4]
- 2015 : Prix Inkpot[5].